# Chone arenicola
Chone arenicola är en ringmaskart som beskrevs av Langerhans 1881. Chone arenicola ingår i släktet Chone och familjen Sabellidae. Inga underarter finns listade i Catalogue of Life.